# Province du Cap de Bonne-Espérance
1910–1994
Entités précédentes :
- Colonie du Cap

Entités suivantes :
- Cap-Occidental
- Cap-Oriental
- Cap-Nord
- Nord-Ouest

La province du Cap de Bonne-Espérance était, de 1910 à 1994, la plus vaste des quatre anciennes provinces de l'union d'Afrique du Sud (puis de la république d’Afrique du Sud à partir de 1961), puisqu'elle représentait à elle seule près de la moitié du territoire sud-africain.
Sa capitale était Le Cap, la cité-mère d'Afrique du Sud (ville fondée en 1652), et les villes principales étaient notamment Kimberley, Port Elizabeth, East London, Grahamstown, Upington, Oudtshoorn, George, Stellenbosh, Swellendam, Mossel Bay, Graaff-Reinet, King William's Town et Queenstown.

## Géographie
La province fut d'abord délimitée vers l'Est par le Natal, vers le nord-est par le Lesotho (Basutholand), l'État libre d'Orange et le Transvaal et au nord par le Botswana (Bechuanaland) et la Namibie (Sud-Ouest Africain).
À partir de 1948 et de la mise en place de bantoustan dans le cadre de la mise en place de la politique d'apartheid, ses frontières vers l'est furent modifiés avec la création  en 1959 des territoires tampons du Transkei et du Ciskei (devenu officieusement indépendants en 1976 et 1981), rassemblant la majorité des noirs d'ethnies Xhosas de la province. À partir de cette extraction noire, les blancs et les métis devenaient largement majoritaires dans la province.

## Historique
La province du Cap fut fondée en 1910 au sein de la nouvelle union d'Afrique du Sud et regroupait les anciennes colonies et protectorats britanniques connus sous les noms de colonie du Cap, Stellaland, Griqualand, New Republic, Bechuanaland britannique.
En 1971, la province reçoit du gouvernement sud-africain la mission d’administrer directement l’enclave de Walvis Bay.
En 1994, la province du Cap est réunifiée avec ses bantoustans puis divisées en 4 nouvelles provinces : le Cap-Occidental, le Cap-Oriental, le Cap-Nord et une partie est intégrée dans la province du Nord-Ouest. Tandis que Walvis Bay est intégré au territoire de la Namibie, indépendante depuis quatre ans.

## Politique

### Résultats des élections au conseil provincial du Cap (1917)
| Élection | parti national | parti sud-africain | parti unioniste | Total (sièges) |
| -------- | -------------- | ------------------ | --------------- | -------------- |
| 1917     | 15             | 11                 | 19              | 45             |

### Résultats des élections au conseil provincial du Cap (1935-1981)
| Élection | parti national | parti uni | parti travailliste | parti progressiste | parti du Dominion | Indépendants | parti sud-africain | Autres | Total (sièges) |
| -------- | -------------- | --------- | ------------------ | ------------------ | ----------------- | ------------ | ------------------ | ------ | -------------- |
| 1935     | 20             | 32        | -                  | -                  | -                 | -            | -                  | 9      | 61             |
| 1943     | 18             | 34        | 2                  | -                  | 1                 | 1            | -                  | -      | 56             |
| 1949     | 26             | 28        | 1                  | -                  | -                 | -            | -                  | -      | 55             |
| 1954     | 30             | 24        | -                  | -                  | -                 | -            | -                  | 2      | 56             |
| 1959     | 33             | 21        | -                  | -                  | -                 | -            | -                  | -      | 54             |
| 1965     | 35             | 17        | -                  | 2                  | -                 | -            | -                  | -      | 54             |
| 1970     | 36             | 18        | -                  | -                  | -                 | -            | -                  | -      | 54             |
| 1974     | 37             | 17        | -                  | 1                  | -                 | -            | -                  | -      | 55             |
| 1977     | 44             | 2         | -                  | 6                  | -                 | -            | 3                  | -      | 55             |
| 1981     | 44             | 1         | -                  | 10                 | -                 | -            | -                  | -      | 55             |

## Galerie

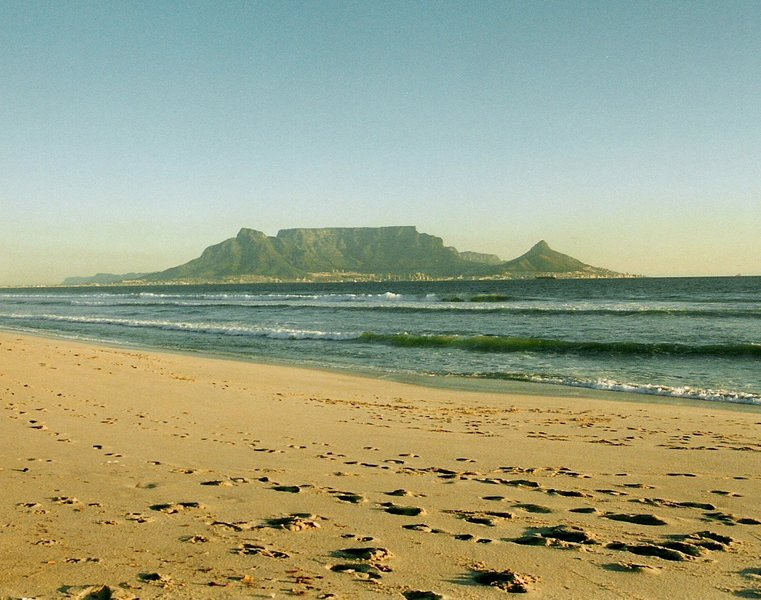
Le Cap vue de la plage de Bloubergstrand
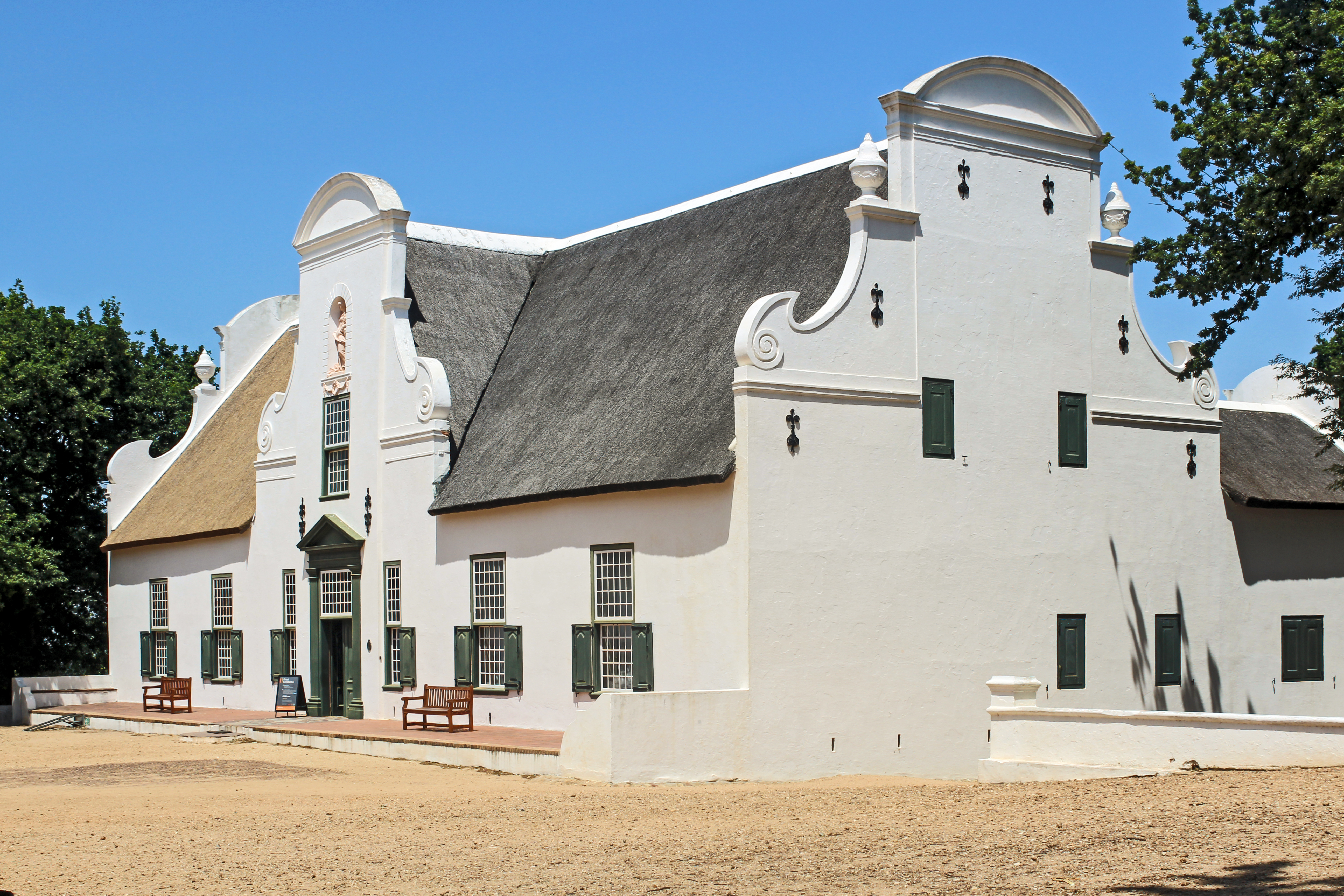
architecture néerlandaise du Cap de Groot Constantia
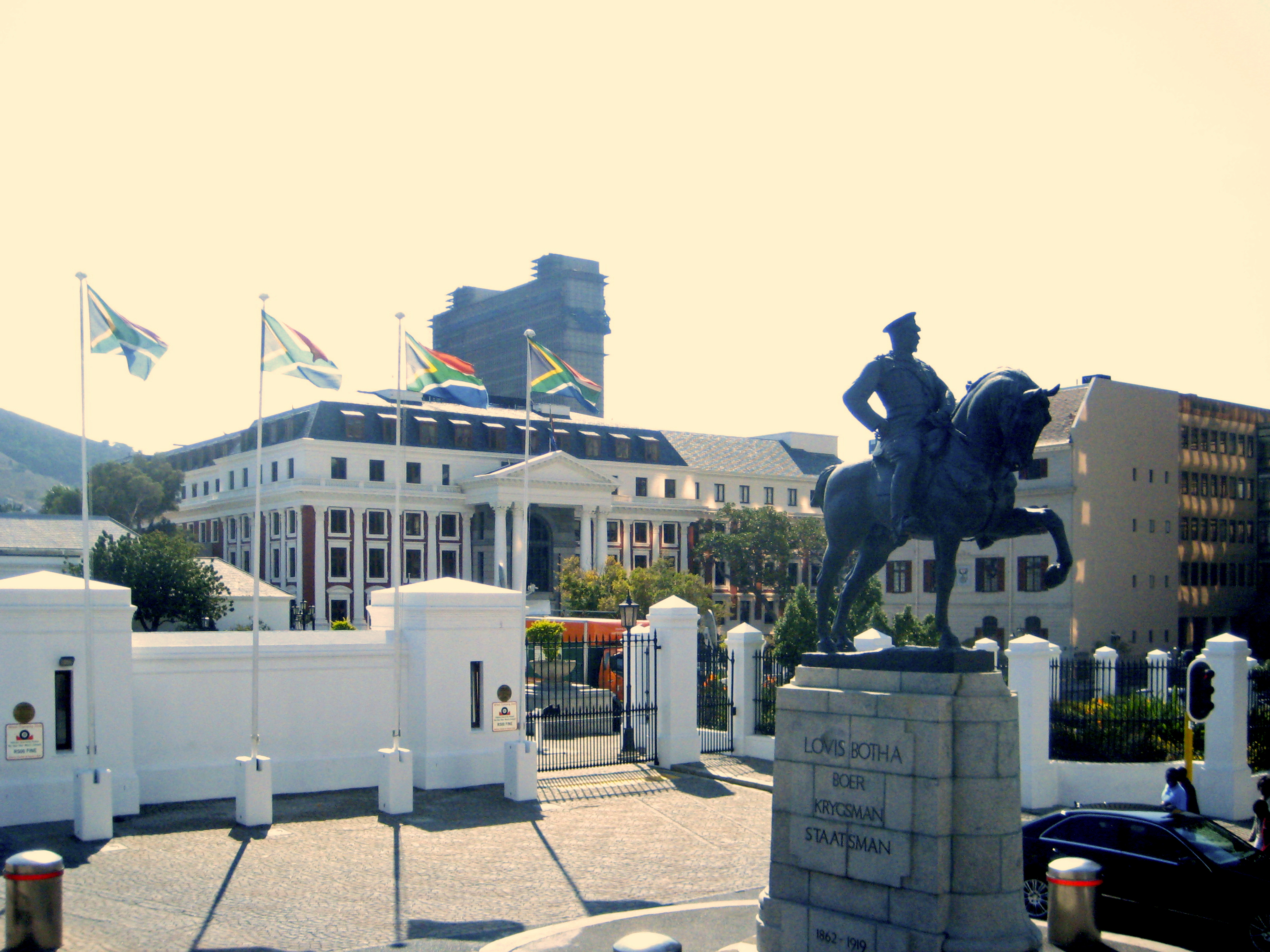
La statue de Louis Botha devant le bâtiment de l'assemblée nationale du parlement au Cap